# Vela ai Giochi della X Olimpiade - 6 metri
La competizione della categoria 6 metri  di vela ai Giochi della X Olimpiade si è svolta nei giorni 5 al 10 agosto 1932 al Porto di Los Angeles.

## Partecipanti
| Nazione     | Barca   | Equipaggio                                                                      |
| ----------- | ------- | ------------------------------------------------------------------------------- |
| Canada      | Caprice | Gardner Boultbee, Gerald Wilson, Kenneth Glass, Philip Rogers                   |
| Stati Uniti | Gallant | Charles Smith, Donald Douglas, Frederic Conant, Robert Carlson, Temple Ashbrook |
| Svezia      | Bissbi  | Martin Hindorff, Olle Åkerlund, Tore Holm, Åke Bergqvist                        |

## Risultati
| Regata 1 5 agosto | Regata 1 5 agosto | Regata 1 5 agosto | Regata 1 5 agosto | Regata 2 6 agosto | Regata 2 6 agosto | Regata 2 6 agosto | Regata 2 6 agosto | Regata 3 7 agosto | Regata 3 7 agosto | Regata 3 7 agosto | Regata 3 7 agosto |
| Pos.              | Nazione           | Tempo             | Punti             | Pos.              | Nazione           | Tempo             | Punti             | Pos.              | Nazione           | Tempo             | Punti             |
| ----------------- | ----------------- | ----------------- | ----------------- | ----------------- | ----------------- | ----------------- | ----------------- | ----------------- | ----------------- | ----------------- | ----------------- |
| 1                 | Svezia            | 2-12:02           | 3                 | 1                 | Svezia            | 2-04:35           | 3                 | 1                 | Svezia            | 1-33:02           | 3                 |
| 2                 | Stati Uniti       | 2-15:17           | 2                 | 2                 | Stati Uniti       | 2-06:58           | 2                 | 2                 | Stati Uniti       | 1-36:31           | 2                 |
| 3                 | Canada            | 2-17:01           | 1                 | 3                 | Canada            | 2-12:15           | 1                 | 3                 | Canada            | 1-46:36           | 1                 |

| Regata 4 8 agosto | Regata 4 8 agosto | Regata 4 8 agosto | Regata 4 8 agosto | Regata 5 9 agosto | Regata 5 9 agosto | Regata 5 9 agosto | Regata 5 9 agosto | Regata 6 10 agosto | Regata 6 10 agosto | Regata 6 10 agosto | Regata 6 10 agosto |
| Pos.              | Nazione           | Tempo             | Punti             | Pos.              | Nazione           | Tempo             | Punti             | Pos.               | Nazione            | Tempo              | Punti              |
| ----------------- | ----------------- | ----------------- | ----------------- | ----------------- | ----------------- | ----------------- | ----------------- | ------------------ | ------------------ | ------------------ | ------------------ |
| 1                 | Svezia            | 2-24:20           | 3                 | 1                 | Svezia            | 2-31:35           | 3                 | 1                  | Svezia             | 2-33:51            | 3                  |
| 2                 | Stati Uniti       | 2-29:26           | 2                 | 2                 | Stati Uniti       | 2-34:53           | 2                 | 2                  | Stati Uniti        | 2-36:57            | 2                  |
| 3                 | Canada            | 2-34:17           | 1                 | DNS               | Canada            | -                 | 0                 | DNS                | Canada             | -                  | 0                  |

## Classifica finale
| Pos.    | Nazione     | Barca   | Equipaggio                                                                      | Punti Totali | Punti ottenuti nelle regate | Punti ottenuti nelle regate | Punti ottenuti nelle regate | Punti ottenuti nelle regate | Punti ottenuti nelle regate | Punti ottenuti nelle regate |
| Pos.    | Nazione     | Barca   | Equipaggio                                                                      | Punti Totali | 1                           | 2                           | 3                           | 4                           | 5                           | 6                           |
| ------- | ----------- | ------- | ------------------------------------------------------------------------------- | ------------ | --------------------------- | --------------------------- | --------------------------- | --------------------------- | --------------------------- | --------------------------- |
| Oro     | Svezia      | Bissbi  | Martin Hindorff, Olle Åkerlund, Tore Holm, Åke Bergqvist                        | 18           | 3                           | 3                           | 3                           | 3                           | 3                           | 3                           |
| Argento | Stati Uniti | Gallant | Charles Smith, Donald Douglas, Frederic Conant, Robert Carlson, Temple Ashbrook | 12           | 2                           | 2                           | 2                           | 2                           | 2                           | 2                           |
| Bronzo  | Canada      | Caprice | Gardner Boultbee, Gerald Wilson, Kenneth Glass, Philip Rogers                   | 4            | 1                           | 1                           | 1                           | 1                           | 0                           | 0                           |